# Болдвін (округ, Джорджія)
Шаблон:StateAbbr_ 33°04′ пн. ш. 83°15′ зх. д. / 33.07° пн. ш. 83.25° зх. д.
Округ  Болдвін (англ. Baldwin County) — округ (графство) у штаті  Джорджія, США. Ідентифікатор округу 13009.

## Історія
Округ утворений 1803 року.

## Демографія
За даними перепису 
2000 року 
загальне населення округу становило 44700 осіб, зокрема міського населення було 29562, а сільського — 15138.
Серед мешканців округу чоловіків було 24132, а жінок — 20568. В окрузі було 14758 домогосподарств, 9843 родин, які мешкали в 17173 будинках.
Середній розмір родини становив 3,02.
Віковий розподіл населення поданий у таблиці:
| Стать    | До 15 років | 15-21 | 22-29 | 30-39 | 40-49 | 50-65 | 65-85 | Понад 85 |
| -------- | ----------- | ----- | ----- | ----- | ----- | ----- | ----- | -------- |
| Чоловіки | 3905        | 3296  | 3450  | 4164  | 3740  | 3527  | 1912  | 138      |
| Жінки    | 3811        | 2841  | 2255  | 2896  | 2964  | 3135  | 2272  | 394      |

## Суміжні округи
- Патнем - північ
- Генкок - північний схід
- Вашингтон - схід
- Вілкінсон - південь
- Джонс - захід

## Виноски
1. ↑  U.S. Decennial Census. United States Census Bureau. Архів оригіналу за 26 квітня 2015. Процитовано 17 червня 2014.
2. ↑  Historical Census Browser. University of Virginia Library. Архів оригіналу за 11 серпня 2012. Процитовано 17 червня 2014.
3. ↑  Population of Counties by Decennial Census: 1900 to 1990. United States Census Bureau. Архів оригіналу за 2 лютого 2019. Процитовано 17 червня 2014.
4. ↑  Census 2000 PHC-T-4. Ranking Tables for Counties: 1990 and 2000 (PDF). United States Census Bureau. Архів оригіналу (PDF) за 18 грудня 2014. Процитовано 17 червня 2014.
5. ↑  State & County QuickFacts. United States Census Bureau. Архів оригіналу за 6 липня 2011. Процитовано 17 червня 2014. [Архівовано 2011-07-03 у Wayback Machine.](англ.) Наведено за англійською вікіпедією.
6. ↑  American FactFinder. Бюро перепису населення США. Архів оригіналу за 26 лютого 2012. Процитовано 31 січня 2008. [Архівовано 2008-05-21 у Wayback Machine.]

| США | Це незавершена стаття з географії США. Ви можете допомогти проєкту, виправивши або дописавши її. |